# مشروع أبيي (الأمومة الآمنة)
برنامج أبيي (كلمة أبيي بلغة اليوروبا وهي اللغة السائدة في غرب أفريقيا تعني أمومة آمنة) هو مبادرة صحية شاملة نشأت من داخل نجيريا لمواجهة تحديات وفيات وإمراضية الأمهات في ولاية أوندو بنيجيريا. بدأت المبادرة في عام 2009 من قبل إدارة ميميكو استجابًة للمسح الديموغرافي للصحة في نيجيريا لعام 2008 (Nigeria Demographic Health Survey (NDHS) الذي وضع ولاية أوندوكأسوأ  ولاية من حيث مؤشرات صحة الأم والطفل في جنوب غرب نيجيريا. كان الهدف من برنامج أبيي أيضًا هو تحقيق الهدفين 4 و 5 من الأهداف الإنمائية للألفية بحلول عام 2015. وهو برنامج صحي مجاني للنساء الحوامل والأطفال الصغار حتى عمر 5 سنوات. تهدف مبادرة أبيي إلى ضمان أن يكون تقديم خدمات الرعاية الصحية للأمهات في ولاية أوندو متاحًا وفعالًا بدرجة كافية لإحداث انخفاض في معدل وفيات الأمهات والرضّع وقد أقر البنك الدولي مبادرة أبيي  بوصفها أنموذجًا قابلًا للتطبيق من أجل تحقيق الأهداف الإنمائية للألفية بشأن صحة الأم داخل القارة الأفريقية حيث أن ولاية أوندو هي الولاية الوحيدة في نيجيريا التي حققت مؤشرات الأهداف الإنمائية للألفية المتمثلة في الحد من وفيات الأمهات في البلاد، متجاوزةً الهدف بتخفيض نسبة  الوفيات إلى 75 في المئة.  بحلول عام 2016، خفضت حكومة ولاية أوندو معدل وفيات الأمهات بنسبة 84.9 في المائة من خلال مبادرة أبيي؛ من 745 حالة وفاة  لكل 100,000 ولادة حية في عام 2009،  إلى 112 حالة وفاة لكل 100,000 ولادة حية في عام 2016. يتم تمويل البرنامج من قبل حكومة ولاية أوندو.

## الخلفية التاريخية للمشروع
وضع المسح الديموغرافي للصحة في نيجيريا لعام  2008 ولاية أوندو كأسوأ  ولاية من حيث مؤشرات صحة الأم والطفل في جنوب غرب نيجيريا، مع معدل وفيات الأمهات(MMR)  Maternal Mortality Ratio أعلى بكثير من المعدل الوطني البالغ   545حالة وفاة  لكل 100,000 ولادة حية. باعتباره معدل الوفيات العاشر الأعلى في العالم. وبدون وجود نظام صحي وطني فعال ومؤثر كان بلوغ الأهداف الإنمائية للألفية تحديًا هائلاً لنيجيريا. في عام 2009 أسس الحاكم ميميكو في بداية إدارته لجنة دراسة  بحثية من أجل اكتشاف حلول مجدية لصحة الأم، وتحقيق الأهداف الإنمائية للألفية والنظام الصحي للدولة،  نتج عنها صياغة مبادرة أبيي (الأمومة الآمنة) ، وقد بدأت مبادرة أبيي، وهي سياسة صحية محلية في عام 2009. وقد تم إطلاق المبادرة في إطار حكومة إفيدور المحلية بولاية أوندو في 28 أكتوبر 2009. وقد تم وضع البرنامج ليشمل18 منطقة محلية في الدولة بأكملها بعد السنة الأولى.

## الهيكل والعمليات
يقدم برنامج أبيي الخدمات للأمهات الحوامل والأطفال الصغار حتى سن الخامسة. وهو  هيكل ثلاثي، يتدفق من المراكز الصحية الأساسية للأمومة في أبيي إلى المستشفيات العادية ويبلغ ذروته بمستشفى الأم والطفل.  تًربط هذه الهياكل جميعها بالعاملين في الإرشاد الصحي المجتمعي المدربين تدريبًا خاصًا والمعروفين باسم الحراس الصحيين،  كما تُربط أيضًا بأدوات الاتصال -  غالبًا عبر الهواتف المحمولة، ومجموعة متنوعة من وسائل النقل. النموذج هو سياسة شاملة صِيغت لمعالجة أربعة تأخيرات حرجة تسهم في وفيات الأمهات واعتلالهن، وهي:
- التأخير في اتخاذ قرار البحث عن الرعاية (المرحلة الابتدائية):  كل خمس وعشرون امرأة حامل تُعيَن إلى أحد حراس الصحة الذي يعمل كوسيط بينهن وبين مراكز صحة الأمومة في أبيي، ويزورها ويراقبها بانتظام.[9] لضمان الإتصال مع حراس الصحة ومقدمي الرعاية الصحية، يتم تزويد كل امرأة بهاتف نقال عند تسجيلها في مراكز الرعاية الصحية الأولية حتى تتمكن من إجراء مكالمات مجانية لموظفي الرعاية الصحية أو في بعض الأحيان للحاكم نفسه.[10] ويتم الدفع المسبق للهواتف من قبل الحكومة، كما يتم ربط المتصلين بالمستخدمين، ويتم تعقبها من قبل موظفين مدربين لمراقبة المكالمات.[2]
- التأخير في الوصول إلى الرعاية (المرحلة الثانوية): للوصول إلى الحوامل في المناطق الريفية ممن يواجِهنَ صعوبة في الانتقال إلى المرافق الصحية، يتم تزويد حراس الصحة والمرافق الصحية بوسائل النقل المناسبة لمنطقة العمل. وتتراوح هذه المركبات من الدراجات النارية وسيارات الإسعاف ذات العجلات الثلاثية ذات التقنية المنخفضة (المصنعة محلياً في ولاية أوندو)، إلى سيارات الإسعاف ذات العجلات الأربع.[3]
- التأخير في تلقي الرعاية المناسبة عند الوصول (المرحلة الثالثة): تتم معالجة هذا  الأمرفي جزأين؛ من خلال تحسين مرافق الرعاية الصحية عن طريق تجديد المرافق الصحية الموجودة سلفًا، وبناء مرافق جديدة، وتوفير الأدوية والمعدات؛ بالإضافة إلى بناء القدرات من خلال توظيف العاملين الصحيين وتدريب العاملين الصحيين الحاليين، بما في ذلك العاملون في مجال الإرشاد المجتمعي غير المستغلين بشكلٍ كافٍ.[2]
- التأخير في الإحالة (المرحلة الرابعة): يتم مواجهة ذلك من خلال مستشفيات الأم والطفل، والتي تُعتبرمراكز الإحالة العليا في إطار المشروع. يوجد بالولاية مستشفيان متخصصان في صحة الأم مع خطط لمستشفى واحد في كل منطقة حكومية محلية بالولاية.[11]

## أنموذج مستشفى الأم والطفل
يُعتبر مركز الإحالة القمة في مخطط أبيي. يوجد في ولاية أوندو مستشفيان للأم والطفل، مع وجود خطط لإنشاء المزيد في المستقبل. يقع المستشفيان في مدينتي أكور وأوندو، وقد تم تشغيلهما في فبراير 2010 ونوفمبر 2012 على التوالي. مرافق صحة الأم والطفل هي مرافق من الدرجة الثالثة تمولها الدولة ومتخصصة في صحة الأم. لذلك تُعتبرأهم مستشفيات الإحالة للأمومة في الولاية، كما تستقبل المرضى من الولايات المجاورة. وهي توفر الاستشارات المجانية، والفحوصات المخبرية، والأدوية، والدخول، والعمليات الجراحية ، وتعتبر على نطاق واسع وجهة للسياحة الصحية للأمهات في الدول المجاورة. وقد أُعتبرت على نطاق واسع مقصدًا للسياحة في مجال صحة الأم بالنسبة للدول المجاورة. أنشأت إدارة ميمييكو مراقبة لحالات وفاة الأمهات والاستجابة لها (MDSR). وفي مايو 2010، تم التوقيع على التحقيق السري في حالات وفاة الأمهات في ولاية أوندو (CEMDOS) ، بما يفرض الإبلاغ والتحقيق في الظروف المحيطة بجميع وفيات الأمهات بغض النظر عن موقع حدوث الحالة. بعد ذلك تم اعتماد مستشفى الأم والطفل للتدريب في الدراسات العليا في طب التوليد وأمراض النساء من قبل الكلية الوطنية للدراسات  الطبية العليا في نيجيريا وكلية غرب إفريقيا للجراحين. كما عقد المستشفى شراكة مع كلية لندن للصحة والطب الاستوائي لإجراء تجارب سريرية.

## مبادرة أغبيبي ( Agbebiye initiative)
أُنشِئَت مبادرة أغبيبيي - (التي تعني بلغة اليوربا؛ ولادة آمنة بواسطة القابلة التقليدية) - من قِبَل إدارة ميميكو في عام 2014 استجابةً لإستفسارات 2012 السرية حول وفيات الأمهات في تقرير CEMDOS في ولاية أوندو الذي يربط  أكثر من 90٪ من وفيات الأمهات بالإهمال أو الإحالات المتأخرة بواسطة القابلات التقليديات أو الأشخاص غير المؤهلين على أساس ديني. في إطار برنامج أغبيبيي، تتعاون حكومة ولاية أوندو مع القابلات التقليديات والمنظمات القائمة على الإيمان (دار الإيواء)‘  حيث يتم تحفيز القابلات التقليديات بواسطة المنح النقدية  لإحالة النساء الحوامل إلى مرافق عامة مرخّصة والتأكد من تسليم الطفل في تلك المرافق‘ كما يتم تدريبهُن لاكتساب المهارات المهنية البديلة وبدء تمويل مشاريعهُن الصغيرة. تُمنح المكافآت أيضًا للقابلات التقليديات وللمنظمات الدينية عن كل ولادة حامل تم إحالتها إلى المرفق الصحي من خلال نظام الإيصالات المالية. تم تكرار أو تبني مشروع أغبيبيي من قِبَل العديد من البلدان الأفريقية كما تم الاعتراف به  بواسطة البنك الدولي.

## النتائج
من خلال مشروع أبيي، تُعد ولاية أوندو الولاية الوحيدة في نيجيريا التي قابلت الأهداف الإنمائية للألفية للحد من وفيات الأمهات في البلاد، متجاوزة الهدف بتخفيض  نسبة الوفيات بنسبة 75 في المئة. وفقًا للتقرير الأولي لعام 2015/2016 عن قانون التحقيقات السرية حول وفيات الأمهات في ولاية أوندو CEMDOS ، شهِدت ولاية أوندو انخفاضا بنسبة 70 ٪ في معدل وفيات الأمهات يمكن التحقق منها؛ من خط الأساس الوطني البالغ 545  حالة وفاة لكل 100000 امرأة في سن الإنجاب إلى 170 حالة وفاة لكل 100,000. [28] بحلول عام 2016، خفضت حكومة ولاية أوندو معدل وفيات الأمهات بنسبة 84.9 في المائة؛ من 745 حالة  وفاة لكل 100000 ولادة حية في عام 2009‘  إلى 112 حالة وفاة لكل 100,000 ولادة حية في عام 2016 من خلال مبادرة أبيي  استنادًا إلى برنامج أبيي، تعد ولاية أوندو واحدة من ثلاث ولايات (أداماوا ونصراوة هي الأخرى) المدرجة للنتيجة تمويل الصحة في نيجيريا من قِبَل البنك الدولي.

## الاعتراف الوطني والدولي بالمشروع
حظيت مبادرة أبيي باهتمام وطني ودولي من خبراء ومؤسسات الصحة العامة. تم تسجيله في تقرير نقطة نهاية الأهداف الإنمائية للألفية لعام 2015 لنيجيريا باعتبارها أحد قصص النجاح الوطنية ودون الوطنية البارزة لجدول أعمال الأهداف الإنمائية للألفية. في عام 2014، وصفت اليونيسف البرنامج بأنه حقق آثارًا مسجلة وتقييمًا جيدًا في الحد من وفيات الأمهات، ووصفته أيضًا بأنه ممارسة جيدة يجب تكرارها وتكييفها في دول وبلدان أخرى. قام البنك الدولي بتقييم نموذج أبيي باعتباره أنموذجًا قابلًا للتطبيق لتحقيق الأهداف الإنمائية للألفية بشأن صحة الأمهات داخل القارة الأفريقية وأنموذج يُحتذى به للحد من وفيات الرضع والأمهات في العالم النامي. تم تضمينه كذلك بواسطة برنامج الأمم المتحدة الإنمائي في ورقة عمل كواحد من برامج السياسات والابتكارات المؤسسية والبرامجية لتسريع التقدم في مجال صحة الأم في أفريقيا. كما يصف تقرير صدر عام 2013 من مركز السياسة الصحية العالمية التابع لمركز الدراسات الاستراتيجية والدولية (CSIS) البرنامج بأنه يقدم «لمحة عما هو ممكن مع الإرادة السياسية والتخطيط القائم على الأدلة والتقنيات والسياسات البسيطة والمتاحة التي تركز على الاحتياجات العاجلة وظروف النساء الحوامل». كذلك تم فهرست مشروع أبيي وإستخدامه للهواتف المحمولة لخفض معدل وفيات الأمهات في ولاية أوندو في قائمة مؤسسة الأمم المتحدة لإستخدام تكنولوجيا المعلومات والاتصالات في الأدوات الصحية.

## تمويل المشروع
يتم تمويل برنامج أبيي من قبل حكومة ولاية أوندو كما يُمنح من جهات خارجية مثل الأموال المتراكمة من خلال النتائج القائمة على الشراكة المالية مع البنك الدولي.

## التحديات والانتقادات
في عام 2015، تعرضت حكومة ولاية اوندو للانتقاد  لأنها أمرت بإنفاذ بطاقة الإقامة في الولاية - كادي إيغبي أيو-  للوصول إلى الخدمات الصحية المجانية للأم في الدولة. قالت الحكومة إنها إتخذت هذا القرار استجابة للعبء المفروض على الدولة بسبب الزيادة الحادة في المرضى من خارج الولاية. يمثل تمويل مشروع أبيي تحديًا بسبب الركود  الاقتصادي في نيجيريا. يتم التعامل مع هذا من قبل حكومة الولاية من خلال زيادة الإيرادات المتولدة داخليًا من مستشفيات الأم والطفل من خلال التدريب في مرحلة ما بعد التخرج والتعاون البحثي مع مؤسسات مثل مدرسة لندن للصحة والطب الاستوائي وإستغلال البرامج الفيدرالية الخاصة بصحة الأم.